# Équipe d'Occitanie de football
Ne doit pas être confondu avec Équipe d'Occitanie féminine de football.
Maillots
L'équipe d'Occitanie de football (Occitan: Equipa d’Occitània de fotbòl) est une sélection de joueurs amateurs d'Occitanie organisée par l'Associacion Occitana de Fotbòl, une association promouvant la langue et la culture occitane par le football.
Elle a été membre de la NF Board de 2006 à 2013, à ce titre, elle a pu participé à la Viva World Cup, dont elle a terminé à deux reprises à la troisième lors des éditions 2006 et 2010. Par la suite en 2014, elle rejoint la ConIFA est participe à la première Coupe du monde de football ConIFA en 2014 en Suède, la sélection d'Occitanie y terminera à la 7e place. Elle est également membre de l'Union fédéraliste des communautés européennes, la sélection participe à l'Europeada est terminera à deux reprises à la deuxième place en 2016 et 2024.

## Historique
En 2005, madame Nadéva Robinson devient la première sélectionneuse de l'Occitanie. Elle dispute son premier match en février 2005 à Béziers contre l'équipe de Monaco (score 0-0).

### Au sein de la NF-Board (2006 à 2013)
Troisième à la VIVA World Cup 2006
En 2006, l'Occitanie organise la première VIVA World Cup à Hyères. Le 20 novembre 2006, la sélection affronte et perd son premier match 7 à 0. Le 21 novembre 2006, elle perd sa seconde rencontre 3 à 2 face à Monaco. Elle termine troisième.
Cinquième à la VIVA World Cup 2009
En 2009, l'Occitanie participe en Italie à la troisième VIVA World Cup. Le 22 juin 2009, elle affronte l'hôte du tournoi, la Padanie et perd le match 1 à 0. Le 23 juin 2009, elle affronte et perd contre le Kurdistan 4 à 0. Le 26 juin 2009, elle affronte la sélection de Gozo et remporte le match 2 à 1. L'Occitanie termine cinquième du tournoi.
Troisième à la VIVA World Cup 2010
En 2010, l'Occitanie participe à la quatrième VIVA World Cup, dans la région de Gozo à Malte. Le 1er juin 2010, elle rencontre la Padanie et perd son premier match 1 à 0. Le 2 juin 2010, la sélection remporte son second match 5 à 0 face à Gozo. Le 4 juin 2010, l'Occitanie perd sa troisième rencontre face au Kurdistan 2 à 1. Le 5 juin 2010, l'Occitanie affronte la sélection des Deux-Siciles et remporte le match sur un score de 2 à 0. Elle y termine pour la seconde fois à la troisième place.
Cinquième à la VIVA World Cup 2012
En 2012, la sélection d'Occitanie participe à la dernière VIVA World Cup au Kurdistan irakien (Irak) dont elle terminera à la cinquième pour la seconde fois,,.
Le 5 juin 2012, l'Occitanie rencontre et remporte sa rencontre face au Sahara occidental sur un score de 6 à 2.
Le 6 juin 2012, l'Occitanie perd sa seconde rencontre 1 à 0 face au Kurdistan.
Le 7 juin 2012, l'Occitanie remporte son match de classement face à l'Îlam tamoul 7 à 0.
Le 9 juin 2012, l'Occitanie remporte sa rencontre pour la cinquième place face au Sahara occidental 3 à 1. Deux semaines plus tard l'Occitanie participe à la seconde Europeada.

### Europeada 2008 et 2012
Europeada 2008
En 2008, l'Occitanie ne participe pas à la seconde VIVA World Cup en Laponie en Suède, elle participera à une nouvelle compétition européenne. Deux semaines après la VIVA World Cup 2008, l'Occitanie participe au premier Europeada. Cette compétition européenne est organisée tous les 4 ans par l'Union fédéraliste des communautés ethniques européennes et qui se déroule tous les quatre ans est l'occasion, pour les minorités linguistiques et ethniques, de promouvoir leur culture. La sélection d'Occitanie débute la phase de poule en remportant 2 rencontres est perdant un match, Le 1er juin 2008, elle bat 2 à 1 l'équipe de Cimbres. Le 2 juin, la sélection perd contre Sorabes 2 à 1. Le 3 juin 2008, l'Occitanie remporte son dernier match de poule 5 à 0 face aux Croates de Roumanie. Elle se qualifie par la suite pour les quarts de finale. Le 5 juin 2008, elle rencontre l'équipe du Tyrol du Sud et perd le quart de finale sur un score de 2 à 0.
Europeada 2012
Le 17 juin 2012, l'Occitanie remporte son match face aux Gallois, 5 buts à 2. Le 18 juin 2012, elle remporte sa rencontre face à Cimbres 5 à 0. Le 19 juin 2012, elle remporte sa dernière rencontre face aux Danois d'Allemagne, 1 à 0. L'Occitanie y rencontre en quart de finale pour la deuxième fois le Tyrol du Sud, est perd 3 à 0.
Le 30 mars 2012, à Toulouse la sélection d'Occitanie rencontre en match amical l'équipe de Laponie, l'Occitanie remporte la rencontre 3 à 2.

### Vainqueur du Tynwald Hill Tournament 2013
Du 4 au 7 juillet 2013, l'Occitanie participe au tournoi de Tynwald Hill à l'Île de Man. Le 5 juin 2013, l'Occitanie remporte son premier match 5 à 0 face à Sealand. Le 6 juillet 2023, remporte son second match 5 à 0 contre Îlam tamoul. Le 7 juillet 2013, l'Occitanie remporte la finale contre une sélection de Saint John's sur un score de 2 à 0. L'Occitanie remporte le tournoi de Tynwald Hill, en remportant toutes ses rencontres sans prendre un seul but,,.
Peu de temps après, l'Occitanie quitte la NF-Board.
Le 28 décembre 2013, l'Occitanie rencontre la sélection de Galice est remporte le match 7 à 1.

### Début à la ConIFA
En 2014, l'Occitanie rejoint la ConIFA.
Du 31 mai au 8, elle participe à la Coupe du monde de football ConIFA 2014 qui a lieu en Suède en Laponie,,.
Elle terminera la compétition à la septième place,,,.
Le 30 décembre 2014, l'Occitanie remporte le match amical face à l’Île de Man 5 à 1,.
L'Occitanie déclare forfait pour la Coupe d'Europe de football Conifa 2015 faute de budget,.

### Finaliste à l'Europeada 2016
En mai 2016, l’Associacion Occitana de Fotbòl lance une campagne de financement participatif pour contribuer au budget des deux sélections (hommes et femmes) à l'Europeada 2016 : 3 000 euros sont récoltés. Ce sera la première Europeada pour la sélection féminine,.
Une équipe masculine et féminine représentera les couleurs de l'Occitanie dans le tournoi de l'Europeada qui aura lieu du 18 au 25 juin au Tyrol du Sud.
En 2016, elle participe à la troisième édition de l'Europeada. Les 2 équipes qui défendront les couleurs de l’Occitanie,. Son capitaine sera Boris Massaré.
L'Occitanie remporte deux rencontres puis termine par un nul dans la phase de poule. Le 19 juin 2016, l'Occitanie remporte son premier 4 à 1 face aux Aroumains. Elle rencontre en quart de finale la Haute-Hongre qu'elle bat 5 à 3, remportant pour la première un quart de finale se qualifiant pour la demi finale. L'Occitanie remporte la demi-finale contre les Croates de Serbie 3 à 0. Elle perd en finale de l'Europeada contre le Tyrol du Sud 2 à 1. Une sélection féminine, à l'occasion de l'Europeada. Comme la sélection masculine, elle perd en finale contre le Tyrol du Sud.

### Adiù Didier Amiel et finaliste à l'Europeada 2024
L'ancien sélectionneur d’Occitanie de 2008 à 2018, Didier Amiel décède en 2024 à l'âge de 74 ans.
En 2024, la sélection participe à la cinquième édition de l'Europeada organisée au Danemark et en Allemagne. Le 1er juillet 2024, l'Occitanie affronte et bat Cimbre sur un score de 7 à 0. Le 2 juillet, elle rencontre Frise-du-Nord et remporte son dernier match 1 à 0, terminant ainsi du groupe A. Le 4 juillet 2024, l'Occitanie affronte en quart de finale l'équipe de la Minorité slovaque de Hongrie, la rencontre se termine sur un score vierge 0 à 0, l'Occitanie remporte la rencontre aux tirs au but 5 à 4. Le 5 juillet 2024, la sélection occitane affronte et bat en demi finale les Slovènes de Carinthie sur un score de 4 buts à 0. Le 6 juillet 2024, l'Occitanie affronte en finale les Frioulans et perd la rencontre 2 à 0. L'Occitanie termine deuxième de l'Europeada.

## Rencontres

### Matches internationaux
Le tableau suivant liste les rencontres de l'Équipe d'Occitanie de football.
| No | Date             | Lieu                                          | Occitanie | Adversaire                   | Score              | Compétition                            | Buteur(s) pour l'Occitanie | Buteur(s) pour l'adversaire                                                                | Rapport      |
| -- | ---------------- | --------------------------------------------- | --------- | ---------------------------- | ------------------ | -------------------------------------- | --- | ------------------------------------------------------------------------------------------ | ------------ |
| 1  | 12 février 2005  | Occitanie, France                             | Occitanie | Monaco                       | N 0-0              | A.                                     | |                                                                                            | (Rapport)    |
| 2  | 3 mars 2005      | Occitanie, France                             | Occitanie | Tchétchénie                  | V 14-0             | A.                                     | - | -                                                                                          | (Rapport)    |
| 3  | 17 mai 2005      | Cap-d'Ail, France                             | Occitanie | Monaco                       | N 1-1              | A.                                     | |                                                                                            | (Rapport)    |
| 4  | 17 décembre 2005 | Monaco                                        | Occitanie | Monaco                       | P 1-2              | A.                                     | - | -                                                                                          | [ (Rapport)] |
| 5  | 15 avril 2006    | Occitanie, France                             | Occitanie | Chypre du Nord               | P 0-3              | A.                                     | - | -                                                                                          | [ (Rapport)] |
| 6  | 15 août 2006     | , Val d'Aran, Espagne                         | Occitanie | FC Bossost                   | P 2-4              | A.                                     | Franc Grialou, Cristol Mouysset | -                                                                                          | (Rapport)    |
| 7  | 20 novembre 2006 | Stade Gaby-Robert, Hyères, France             | Occitanie | Laponie                      | P 0-7              | VIVA World Cup 2006                    | | Tom Høgli 22e , Eirik Lamøy , Steffen Nystrøm , Olav Råstad , Torkil Nilssen , Espen Bruer | (Rapport)    |
| 8  | 21 novembre 2006 | Stade Gaby-Robert, Hyères, France             | Occitanie | Monaco                       | P 2-3              | VIVA World Cup 2006                    | 51e Patric Léglise, 72e Sebastian Rojas | Olivier Lechner 20e, Guy Platto 53e, Anthony Houry 59e                                     | (Rapport)    |
| 9  | 1er juin 2008    | Canton des Grisons, Suisse                    | Occitanie | Cimbres                      | V 2-1              | Europeada 2008                         | - | -                                                                                          | (Rapport)    |
| 10 | 2 juin 2008      | Canton des Grisons, Suisse                    | Occitanie | Sorabes                      | P 1-2              | Europeada 2008                         | - | -                                                                                          | (Rapport)    |
| 11 | 3 juin 2008      | Canton des Grisons, Suisse                    | Occitanie | Croates de Roumanie          | V 5-0              | Europeada 2008                         | - | -                                                                                          | (Rapport)    |
| 12 | 5 juin 2008      | Canton des Grisons, Suisse                    | Occitanie | Tyrol du Sud                 | P 0-2              | Europeada 2008                         | - | -                                                                                          | (Rapport)    |
| 13 | 8 novembre 2008  | Caraglio, Italie                              | Occitanie | Monaco                       | N 2-2              | A.                                     | - | -                                                                                          | [ (Rapport)] |
| 14 | 4 avril 2009     | Auch, France                                  | Occitanie | FC Auch                      | V 2-0              | A.                                     | 32e Cédric Labadens, 75e Sébastien Picard | -                                                                                          | [ (Rapport)] |
| 15 | 22 juin 2009     | Stade Silvio-Piola, Novare, Italie            | Occitanie | Padanie                      | P 0-1              | VIVA World Cup 2009                    | | Gianpietro Piovani 83e                                                                     | (Rapport)    |
| 16 | 23 juin 2009     | Stade Franco-Ossola, Varèse, Italie           | Occitanie | Kurdistan                    | P 0-4              | VIVA World Cup 2009                    | | Ali Aziz 3e, Karzan Abdullah 38e 45e, Haider Qaraman 56e                                   | (Rapport)    |
| 17 | 26 juin 2009     | Stade Mario-Rigamonti, Brescia, Italie        | Occitanie | Gozo                         | V 2-1              | VIVA World Cup 2009                    | Marc Ballue 19e, Julien Cantier 62e | 80e John Camilleri                                                                         | (Rapport)    |
| 18 | 13 avril 2010    | Saint-Dalmas-De-Tende, France                 | Occitanie | Monaco                       | V 5-1              | A.                                     | - | -                                                                                          | [ (Rapport)] |
| 19 | 1er juin 2010    | Gozo Stadium, Xewkija, Gozo, Malte            | Occitanie | Padanie                      | P 0-1              | VIVA World Cup 2010                    | | Ghezzi 65e                                                                                 | (Rapport)    |
| 20 | 2 juin 2010      | Gozo Stadium, Xewkija, Gozo, Malte            | Occitanie | Gozo                         | V 5-0              | VIVA World Cup 2010                    | Marc Ballue 1re (pen.), 36e, S.Taillan 61e, Jordan Amiel 88e, G.Soro 90e                                                                      |                                                                                            | (Rapport)    |
| 21 | 4 juin 2010      | Sannat Ground, Sannat, Gozo, Malte            | Occitanie | Kurdistan                    | P 1-2              | VIVA World Cup 2010                    | Gamet 37e | Qamaran 71e, Mohammed 82e                                                                  | (Rapport)    |
| 22 | 5 juin 2010      | Sannat Ground, Sannat, Gozo, Malte            | Occitanie | Deux-Siciles                 | V 2-0              | VIVA World Cup 2010                    | Taillan 28e, Gamet 90e |                                                                                            | (Rapport)    |
| 23 | 28 mai 2011      | Olargues, France                              | Occitanie | Roms                         | V 11-2             | A.                                     | Guillaume Lafuente 6e 36e 55e 80e 89e, Nicolas Flourens 23e 34e, Boris Massaré 66e 75e, Nicolas Desachy 86e, Amiel Jordan 93e                 | Ferreira Jason 60e 70e                                                                     | [ (Rapport)] |
| 24 | 29 décembre 2011 | Stade Battesti, Fontes, Espagne               | Occitanie | Cilento                      | V 2-0              | A.                                     | Nicolas Cayetano 17e, Pierre Bru 29e |                                                                                            | (Rapport)    |
| 25 | 30 mars 2012     | Toulouse, France                              | Occitanie | Laponie                      | V 3-2              | A.                                     | Benjamin Bastier 65e, Clément Hellard 78e, Mickael Bertini 90e                                                                                | Jon Andreas Eira , Daniel Reginiussen                                                      | (Rapport)    |
| 26 | 5 juin 2012      | Ararat Stadium, Sahaladdin, Kurdistan, Irak   | Occitanie | Sahara occidental            | V 6-2              | VIVA World Cup 2012                    | Bertini Mickaël 12e, 14e, Nicolas Flourens 26e, Amiel Jordan 67e, Quere Cédric 72e, Patrac Jordan 75e                                         | Ahmed Budah Sahia 52e, Iarba Malum Selma 56e                                               | (Rapport)    |
| 27 | 6 juin 2012      | Sulaymani Stadium, Sulaymani, Kurdistan, Irak | Occitanie | Kurdistan                    | P 0-1              | VIVA World Cup 2012                    | | Amad Ismael 28e                                                                            | (Rapport)    |
| 28 | 7 juin 2012      | Franso Hariri Stadium, Erbil, Kurdistan, Irak | Occitanie | Îlam tamoul                  | V 7-0              | VIVA World Cup 2012                    | Brice Martinez 30e 51e, Jordan Patrac 49e, Christophe Dalzon 50e, Renaud Thomas 64e, Boris Massaré 83e, Gérôme Hernandez 89e                  |                                                                                            | (Rapport)    |
| 29 | 9 juin 2012      | Ararat Stadium, Sahaladdin, Kurdistan, Irak   | Occitanie | Sahara occidental            | V 3-1              | VIVA World Cup 2012                    | Renaud Thomas 35e, Mickaël Bertini 55e, Jordan Amiel 86e                                                                                      | Abdullah Bijah 90e                                                                         | (Rapport)    |
| 30 | 17 juin 2012     | Lusace, Allemagne                             | Occitanie | Gallois                      | V 5-2              | Europeada 2012                         | - | -                                                                                          | (Rapport)    |
| 31 | 18 juin 2012     | Lusace, Allemagne                             | Occitanie | Cimbres                      | V 5-0              | Europeada 2012                         | 12e 38e 74e Pierre Bru, 25e Boris Massaré, 84e Michael Rodriguez                                                                              | -                                                                                          | (Rapport)    |
| 32 | 19 juin 2012     | Lusace, Allemagne                             | Occitanie | Danois d’Allemagne           | V 1-0              | Europeada 2012                         | 82e Sébastien Picard | -                                                                                          | (Rapport)    |
| 33 | 21 juin 2012     | Lusace, Allemagne                             | Occitanie | Tyrol du Sud                 | P 0-3              | Europeada 2012                         | - | -                                                                                          | (Rapport)    |
| 34 | 5 juillet 2013   | Stade Saint John's, Île de Man                | Occitanie | Sealand                      | V 8-0              | Tynwald Hill Tournament 2013           | Guillame Lafuente 12e 30e, Nicolas Dubois 50e, Bastien Cartien 61e, Boris Massare 72e, Aymeric Amiel 81e, Simon Delpech 85e, Jordan Amiel 90e |                                                                                            | (Rapport)    |
| 35 | 6 juillet 2013   | Stade Saint John's, Île de Man                | Occitanie | Îlam tamoul                  | V 5-0              | Tynwald Hill Tournament 2013           | Simon Delpech 10e, Boris Massare 23e, Jordan Patrac 36e, Ronald Ronas 43e, Nicolas Flourens 58e                                               |                                                                                            | (Rapport)    |
| 36 | 7 juillet 2013   | Stade Saint John's, Île de Man                | Occitanie | Saint John's (île de Man)    | V 2-0              | Tynwald Hill Tournament 2013           | Brice Martinez 66e, Guillame Lafuente 80e |                                                                                            | (Rapport)    |
| 37 | 28 décembre 2013 | Lugo, Espagne                                 | Occitanie | Galice                       | V 7-1              | A.                                     | Boris Massaré 21e 59e, Mickael Bertini 29e 32e 49e 83e, Joel Congré 85e                                                                       | -                                                                                          | (Rapport)    |
| 38 | 1er juin 2014    | Jämtkraft Arena, Ostersund, Suède             | Occitanie | Abkhazie                     | N 1-1              | Coupe du monde de football ConIFA 2014 | 68e Brice Martinez | Gerome Hernandez 83e csc                                                                   | (Rapport)    |
| 39 | 3 juin 2014      | Jämtkraft Arena, Ostersund, Suède             | Occitanie | Laponie                      | V 1-0              | Coupe du monde de football ConIFA 2014 | Guillaume Lafuente | -                                                                                          | (Rapport)    |
| 40 | 4 juin 2014      | Jämtkraft Arena, Ostersund, Suède             | Occitanie | Araméens                     | N 0-0 (t.a.b. 6-7) | Coupe du monde de football ConIFA 2014 | |                                                                                            | (Rapport)    |
| 41 | 5 juin 2014      | Jämtkraft Arena, Ostersund, Suède             | Occitanie | Kurdistan                    | N 2-2 (t.a.b. 4-5) | Coupe du monde de football ConIFA 2014 | 41e 47e Vivian Dors | Farhan Shakor 19e, Ahmed 76e                                                               | (Rapport)    |
| 42 | 7 juin 2014      | Jämtkraft Arena, Ostersund, Suède             | Occitanie | Abkhazie                     | V 1-0              | Coupe du monde de football ConIFA 2014 | 78e Gerome Hernandez |                                                                                            | (Rapport)    |
| 43 | 30 décembre 2014 | Toulouse, France                              | Occitanie | Île de Man                   | V 5-1              | A.                                     | 40e Dominique Gabriel, 44e Florient Fitte, 50e 62e 76e Simon Delpech                                                                          | Calum Morrissey 75e                                                                        | (Rapport)    |
| 44 | 19 juin 2016     | Tyrol du Sud, Italie                          | Occitanie | Aroumains                    | V 4-1              | Europeada 2016                         | Mathieu Irigoyemboyde, Quentin Chalut Natal, Guillaume Lafuente                                                                               | Danut Stere                                                                                | (Rapport)    |
| 45 | 20 juin 2016     | Tyrol du Sud, Italie                          | Occitanie | Minorité slovaque de Hongrie | V 4-1              | Europeada 2016                         | Mickael Bertini 51e 93e, Boris Massarè 52e, Mathieu Irigoyemborde 85e                                                                         | Róbert Furár 84e                                                                           | (Rapport)    |
| 46 | 21 juin 2016     | Tyrol du Sud, Italie                          | Occitanie | Danois d’Allemagne           | N 1-1              | Europeada 2016                         | Pierre Barremaecker 26e | Steffen Eglseder 17e                                                                       | (Rapport)    |
| 47 | 23 juin 2016     | Tyrol du Sud, Italie                          | Occitanie | Haute-Hongrie                | N 1–1 (t.a.b. 4-2) | Europeada 2016                         | Mathieu Irigoyemborde 94e | Meslenyi Freistoss 101e                                                                    | (Rapport)    |
| 48 | 24 juin 2016     | Tyrol du Sud, Italie                          | Occitanie | Croates de Serbie            | V Forfait          | Europeada 2016                         | - | -                                                                                          | (Rapport)    |
| 49 | 25 juin 2016     | Tyrol du Sud, Italie                          | Occitanie | Tyrol du Sud                 | P 1-2 a.p.         | Europeada 2016                         | Brice Martinez 67e | Elmar Haller 2e, Thomas Piffrader 119e                                                     | (Rapport)    |
| 50 | 6 mai 2017       | Toulouse, France                              | Occitanie | Quartier Toulousain          | N 2-2              | A.                                     | - | -                                                                                          | (Rapport)    |
| 51 | 3 juin 2017      | Stade Paul-Lignon, Rodez, France              | Occitanie | Rodez Aveyron Football       | N 2–2              | A.                                     | - | -                                                                                          | (Rapport)    |
| 52 | 1er juillet 2024 | Risum-Lindholm, Allemagne                     | Occitanie | Cimbre                       | V 7–0              | Europeada 2024                         | Enzo Roig 1re 27e, Jordan Amiel 4e, Nicola Baldessari 10e (csc), Paul Cantaloube 17e, Pierre Stelmaszyk 67e, Rudy Seghouane 72e               | -                                                                                          | (Rapport)    |
| 53 | 2 juillet 2024   | Risum-Lindholm, Allemagne                     | Occitanie | Frise-du-Nord                | V 1–0              | Europeada 2024                         | Pierre Stelmaszyk 90+2e | -                                                                                          | (Rapport)    |
| 54 | 4 juillet 2024   | Bredstedt, Allemagne                          | Occitanie | Minorité slovaque de Hongrie | N 0–0 (5-4)        | Europeada 2024                         | - | -                                                                                          | (Rapport)    |
| 55 | 5 juillet 2024   | Tønder, Danemark                              | Occitanie | Slovènes de Carinthie        | V 4–0              | Europeada 2024                         | Pierre Stelmaszyk 44e, Rudy Seghouane 50e, Hernandez Ronan 58e, Paul Cantaloube 90+5e                                                         | -                                                                                          | (Rapport)    |
| 56 | 6 juillet 2024   | Flensbourg, Allemagne                         | Occitanie | Frioulans                    | P 0-2              | Europeada 2024                         | - | 53e Nicola Tonizzo, 81e Francesco Costa                                                    | (Rapport)    |
| 57 | 1er mars 2025    | Magalas, France                               | Occitanie | AS Béziers                   | V 5-2              | A.                                     | Pierre Delenclos , Jésus Santiago , Thomas Mirouze , Doris Braz Paredes                                                                       |                                                                                            |              |
| 58 | 21 juin 2025     | Italie                                        | Occitanie | Frioulans                    | P 0-4              | A.                                     | - | Tommaso Del Fabbro, Antonio Cucchiaro, Riccardo Comisso, Luca Trevisan                     |              |
| 59 | 22 juin 2025     | Italie                                        | Occitanie | Minorité slovène en Italie   | V 3-1              | A.                                     | 10e 36e Rudy Seghouane, 48e Pareze Braz | 37e Kerpan A                                                                               |              |

| Score : - G = Match gagné - N = Match nul - P = Match perdu | Compétition : - A. = Match amical - C. = Compétition |

### Équipes rencontrées
| Adversaire                   | Joués | Victoires | Matchs nuls | Défaites | Buts pour | Buts contre |
| ---------------------------- | ----- | --------- | ----------- | -------- | --------- | ----------- |
| Monaco                       | 6     | 1         | 3           | 2        | 11        | 9           |
| Kurdistan                    | 4     | 0         | 1           | 3        | 3         | 9           |
| Laponie                      | 3     | 2         | 0           | 1        | 4         | 9           |
| Tyrol du Sud                 | 3     | 0         | 0           | 3        | 1         | 7           |
| Cimbre                       | 3     | 3         | 0           | 0        | 14        | 1           |
| Frioulans                    | 2     | 0         | 0           | 2        | 0         | 6           |
| Padanie                      | 2     | 0         | 0           | 2        | 0         | 2           |
| Gozo                         | 2     | 2         | 0           | 0        | 7         | 1           |
| Sahara occidental            | 2     | 2         | 0           | 0        | 9         | 3           |
| Îlam tamoul                  | 2     | 2         | 0           | 0        | 12        | 0           |
| Abkhazie                     | 2     | 1         | 1           | 0        | 2         | 1           |
| Danois d’Allemagne           | 2     | 1         | 1           | 0        | 2         | 1           |
| Minorité slovaque de Hongrie | 2     | 1         | 1           | 0        | 4         | 1           |
| Sealand                      | 1     | 1         | 0           | 0        | 8         | 0           |
| Deux-Siciles                 | 1     | 1         | 0           | 0        | 2         | 0           |
| Roms                         | 1     | 1         | 0           | 0        | 11        | 2           |
| Araméens                     | 1     | 0         | 1           | 0        | 0         | 0           |
| Île de Man                   | 1     | 1         | 0           | 0        | 5         | 1           |
| Galice                       | 1     | 1         | 0           | 0        | 7         | 1           |
| Tchétchénie                  | 1     | 1         | 0           | 0        | 14        | 0           |
| Chypre du Nord               | 1     | 0         | 0           | 1        | 0         | 3           |
| Schleswig du Sud             | 1     | 0         | 1           | 0        | 1         | 1           |
| Aroumains                    | 1     | 1         | 0           | 0        | 4         | 1           |
| Haute-Hongrie                | 1     | 1         | 0           | 0        | 5         | 3           |
| Cilento                      | 1     | 1         | 0           | 0        | 2         | 0           |
| Gallois                      | 1     | 1         | 0           | 0        | 5         | 2           |
| Sorabes                      | 1     | 0         | 0           | 1        | 1         | 2           |
| Croates de Roumanie          | 1     | 1         | 0           | 0        | 5         | 0           |
| Frise-du-Nord                | 1     | 1         | 0           | 0        | 1         | 0           |
| Slovènes de Carinthie        | 1     | 1         | 0           | 0        | 4         | 0           |
| Minorité slovène en Italie   | 1     | 1         | 0           | 0        | 3         | 1           |
| Saint John's (île de Man)    | 1     | 1         | 0           | 0        | 2         | 0           |
| FC Bossost                   | 1     | 0         | 0           | 1        | 2         | 4           |
| Rodez Aveyron Football       | 1     | 0         | 1           | 0        | 2         | 2           |
| AS Béziers                   | 1     | 1         | 0           | 0        | 5         | 2           |
| FC Auch                      | 1     | 1         | 0           | 0        | 2         | 0           |
| Quartier Toulousain          | 1     | 0         | 1           | 0        | 2         | 2           |
| Total                        | 59    | 32        | 11          | 16       | 162       | 77          |

## Résultats de l'équipe d'Occitanie

### Palmarès
Palmarès de l'équipe d'Occitanie de football en compétitions officielles
| Compétitions mondiales                                        | Compétitions continentales                               | Autres compétitions                           |
| ------------------------------------------------------------- | -------------------------------------------------------- | --------------------------------------------- |
| - VIVA World Cup - Troisième en 2006 et 2010 - Coupe du monde | - Europeada - Finaliste en 2016 et 2024 - Coupe d'Europe | - Tynwald Hill Tournament - Vainqueur en 2013 |

### Parcours dans les compétitions internationales
VIVA World Cup
| Année | Position         | Match            | Victoire         | Nul              | Défaite          | but marqué       | but encaissé     |
| ----- | ---------------- | ---------------- | ---------------- | ---------------- | ---------------- | ---------------- | ---------------- |
| 2006  | 3e               | 2                | 0                | 0                | 2                | 2                | 10               |
| 2008  | Ne participe pas | Ne participe pas | Ne participe pas | Ne participe pas | Ne participe pas | Ne participe pas | Ne participe pas |
| 2009  | 5e               | 3                | 1                | 0                | 2                | 2                | 6                |
| 2010  | 3e               | 4                | 2                | 0                | 2                | 8                | 3                |
| 2012  | 5e               | 4                | 3                | 0                | 1                | 16               | 4                |

Coupe du monde de football ConIFA
| Année | Position         | Match            | Victoire         | Nul              | Défaite          | but marqué       | but encaissé     |
| ----- | ---------------- | ---------------- | ---------------- | ---------------- | ---------------- | ---------------- | ---------------- |
| 2014  | 7e               | 5                | 2                | 3                | 1                | 5                | 3                |
| 2016  | Ne participe pas | Ne participe pas | Ne participe pas | Ne participe pas | Ne participe pas | Ne participe pas | Ne participe pas |
| 2018  | Ne participe pas | Ne participe pas | Ne participe pas | Ne participe pas | Ne participe pas | Ne participe pas | Ne participe pas |

Europeada
| Année | Position         | Match            | Victoire         | Nul              | Défaite          | but marqué       | but encaissé     |
| ----- | ---------------- | ---------------- | ---------------- | ---------------- | ---------------- | ---------------- | ---------------- |
| 2008  | 5e               | 4                | 2                | 0                | 2                | 8                | 5                |
| 2012  | 5e               | 4                | 3                | 0                | 1                | 11               | 5                |
| 2016  | 2e               | 6                | 4                | 1                | 1                | 18               | 8                |
| 2022  | Ne participe pas | Ne participe pas | Ne participe pas | Ne participe pas | Ne participe pas | Ne participe pas | Ne participe pas |
| 2024  | 2e               | 5                | 3                | 1                | 1                | 12               | 2                |

Coupe d'Europe de football ConIFA
| Année | Position         | Match            | Victoire         | Nul              | Défaite          | but marqué       | but encaissé     |
| ----- | ---------------- | ---------------- | ---------------- | ---------------- | ---------------- | ---------------- | ---------------- |
| 2015  | Ne participe pas | Ne participe pas | Ne participe pas | Ne participe pas | Ne participe pas | Ne participe pas | Ne participe pas |
| 2017  | Ne participe pas | Ne participe pas | Ne participe pas | Ne participe pas | Ne participe pas | Ne participe pas | Ne participe pas |
| 2019  | Ne participe pas | Ne participe pas | Ne participe pas | Ne participe pas | Ne participe pas | Ne participe pas | Ne participe pas |

Tynwald Hill Tournament
| Année | Position | Match | Victoire | Nul | Défaite | but marqué | but encaissé |
| ----- | -------- | ----- | -------- | --- | ------- | ---------- | ------------ |
| 2013  | 1er      | 3     | 3        | 0   | 0       | 15         | 0            |

## Personnalités de l'équipe

### Équipe actuelle
Équipe sélectionnée pour la ConIFA World Football Cup 2014 :
| Sélectionneur | Sélectionneur      | Didier Amiel      | Didier Amiel      | Didier Amiel                     |
| N°            | Nom                | Date de Naissance | Sélections (buts) | Club                             |
| Gardiens      |                    |                   |                   |                                  |
| 1             | Romain Ellien      | 20 décembre 1984  | 6 (0)             | Olympique Girou FC               |
| 21            | Lucas Orditz       | 22 avril 1990     | 3 (0)             | CA Béglais                       |
| Défenseurs    |                    |                   |                   |                                  |
| 2             | Nicolas Dubois     | 27 avril 1983     | 3 (0)             | FC Pyramid Grande-Motte Littoral |
| 3             | Guillaume Gerbe    | 12 octobre 1988   | 1 (0)             | OC Perpignan                     |
| 4             |                    | 16 janvier 1989   | 1(1)              |                                  |
| 5             | Christophe Dalzon  | 15 avril 1983     | 10 (0)            | AS Fabrègues                     |
| 8             | Vivian Dors        | 9 octobre 1978    | 8 (2)             | ES Pézenas Paulhan               |
| 12            | Joel Congré        | 28 septembre 1987 | 6 (0)             | Toulouse St Jo                   |
| 13            | Sébastien Picard   | 6 janvier 1982    | 10 (1)            | AS Bages Football                |
| Milieux       |                    |                   |                   |                                  |
| 6             | Renaud Thomas      | 1er février 1980  | 15 (2)            | US Le Pontet                     |
| 7             | Jordan Amiel       | 31 mars 1983      | 29 (4)            | FC Portiragnes                   |
| 10            | Boris Massaré      | 26 juin 1986      | 25 (8)            | Brabrand IF (Danemark)           |
| 11            | Ronald Rodas       | 26 octobre 1976   | 10 (2)            | Toulouse OAC                     |
| 14            | Bastien Cantier    | 19 janvier 1988   | 10 (2)            | AS Montarnaud                    |
| 15            | Nabil Moussi       | 4 mars 1988       | 6 (0)             | Toulouse AC                      |
| 17            | Giovanni Giraudo   | 17 janvier 1994   | 3 (0)             | ACD Pro Dronero (Italie)         |
| 20            | Brice Martinez     | 3 juin 1989       | 10 (5)            | AS Puissalicon Magalas           |
| Attaquants    |                    |                   |                   |                                  |
| 9             | Guillaume Lafuente | 11 février 1983   | 20 (9)            | AS Fabrègues                     |
| 18            | Simon Delpech      | 21 février 1989   | 7 (4)             | Auch Football                    |
| 19            | Pierre Bru         | 27 avril 1984     | 10 (4)            | AS Canet                         |
| 16            | Christophe Macia   | 28 octobre 1987   | 3 (0)             | AS Montarnaud                    |

### Sélectionneurs
| N°    | Sélectionneur    | Période        | Matchs | Gagnés | Nuls | Perdus | Gagnés % |
| ----- | ---------------- | -------------- | ------ | ------ | ---- | ------ | -------- |
| 1     | Nadéva Robinson  | 2005-2007      | 8      | 1      | 2    | 5      | 12,5     |
| 2     | Didier Amiel     | 2008-2018      | 43     | 26     | 8    | 9      | 60,47    |
| 3     | Jérome Hernandez | 2024- en cours | 8      | 5      | 1    | 2      | 62,5     |
| Total | Total            | Total          | 59     | 32     | 11   | 16     | 54,24    |

### Présidents de l'Associacion Occitana de Fotbòl
| N° | Président       | Période       |
| -- | --------------- | ------------- |
| 1  | Pèire Costa     | 2004-2011     |
| 2  | Nicolas Desachy | 2011-2025     |
| 3  | Aymeric Amiel   | 2025-en cours |